# 5/-es vízibusz (Velence)
A velencei megszűnt 5/-es jelzésű vízibusz a Riva degli Schiavoni és Tronchetto B között Murano érintésével közlekedett, az egykori 5-ös betétjárataként. A viszonylatot az ACTV üzemeltette.

## Története
Az 5-ös vízibusz a kezdetektől Murano megállóit kötötte össze a belvárossal. Eredetileg teljes körjáratként közlekedett, megkerülve a főszigetet Muranóra menet. Mivel ez két irányban lehetséges, ezért a két irányt „Circolare Destra” és „Circolare Sinistra” névvel különböztették meg. Murano megkerülése azonban mindkét esetben az óramutató járásának megfelelően történt.
1984 és 1995 között volt egy betétjárata 5/ jelzéssel, mely a belváros és Murano között gyorsjáratként közlekedett. 1990-ig csak a Piazzale Romáig, később a Tronchetto B-ig járt.
1996-ban összevonták az 5-össel és átszámozták, 52-es lett belőle (jelezve hogy átvette a régi 2-es járat egy részét is).
A régi 5/-es járat története:
| Időszak     | Járat- szám | Megállók |
| ----------- | ----------- | --- |
| 1978 – 1983 | 5           | Riva degli Schiavoni – Tana – Celestia – Ospedale Civile – Fondamente Nuove – Isola San Michele – Murano (Navagrero) – Murano (Museo) – Murano (Fondamenta Venier) – Murano (Serenella) – Murano (Navagero) – Murano (Faro) – Murano (Colonna) – Isola San Michele – Fondamente Nuove – Madonna dell’Orto – San Alvise – Ponte Tre Archi – Ponte Guglie – Ferrovia – Piazzale Roma – Zattere – Sant’Eufemia – Redentore – Ostello – San Giorgio Maggiore – Riva degli Schiavoni |
| 1984 – 1990 | 5           | Riva degli Schiavoni – Tana – Celestia – Ospedale Civile – Fondamente Nuove – Isola San Michele – Murano (Navagrero) – Murano (Museo) – Murano (Fondamenta Venier) – Murano (Serenella) – Murano (Navagero) – Murano (Faro) – Murano (Colonna) – Isola San Michele – Fondamente Nuove – Madonna dell’Orto – San Alvise – Ponte Tre Archi – Ponte Guglie – Ferrovia – Piazzale Roma – Zattere – Sant’Eufemia – Redentore – Ostello – San Giorgio Maggiore – Riva degli Schiavoni |
| 1984 – 1990 | 5/          | Riva degli Schiavoni – Sant’Elena – Murano (Navagero) – Murano (Museo) – Murano (Fondamenta Venier) – Murano (Serenella) – Murano (Navagero) – Murano (Faro) – Murano (Colonna) – Ponte Tre Archi – Ponte Guglie – Ferrovia – Piazzale Roma |
| 1991 – 1995 | 5           | Riva degli Schiavoni – Tana – Celestia – Ospedale Civile – Fondamente Nuove – Isola San Michele – Murano (Navagrero) – Murano (Museo) – Murano (Fondamenta Venier) – Murano (Serenella) – Murano (Navagero) – Murano (Faro) – Murano (Colonna) – Isola San Michele – Fondamente Nuove – Madonna dell’Orto – San Alvise – Ponte Tre Archi – Ponte Guglie – Ferrovia – Piazzale Roma – Zattere – Sant’Eufemia – Redentore – Ostello – San Giorgio Maggiore – Riva degli Schiavoni |
| 1991 – 1995 | 5/          | Riva degli Schiavoni – Sant’Elena – Murano (Navagero) – Murano (Museo) – Murano (Fondamenta Venier) – Murano (Serenella) – Murano (Navagero) – Murano (Faro) – Murano (Colonna) – Ponte Tre Archi – Ponte Guglie – Ferrovia – Piazzale Roma – Tronchetto A – Tronchetto B |

## Megállóhelyei
| sz. | idő (perc) | megállóhely neve          | sz. | idő (perc) | látnivalók                                 |
| --- | ---------- | ------------------------- | --- | ---------- | ------------------------------------------ |
| 0   | 0          | Riva degli Schiavoni      | 14  | 88         | Szent Márk tér, Dózse-palota, San Zaccaria |
| 1   | 8          | Sant’Elena                | 13  | 80         | Sant’Elena                                 |
| 2   | 28         | Murano, Navagero          | 12  | 60         |                                            |
| 3   | 31         | Murano, Museo             | 11  | 57         | Museo Vetrario                             |
| 4   | 34         | Murano, Fondamenta Venier | 10  | 54         |                                            |
| 5   | 37         | Murano, Serenella         | 9   | 51         |                                            |
| 6   | 43         | Murano, Navagero          | 8   | 45         |                                            |
| 7   | 45         | Murano, Faro              | 7   | 43         | Faro, Stazione Sperimentale del Vetro      |
| 8   | 47         | Murano, Colonna           | 6   | 41         | Faro, Stazione Sperimentale del Vetro      |
| 9   | 67         | Ponte Tre Archi           | 5   | 21         | Ghetto                                     |
| 10  | 70         | Ponte Guglie              | 4   | 18         | Ghetto                                     |
| 11  | 75         | Ferrovia                  | 3   | 13         | Scalzi                                     |
| 12  | 78         | Piazzale Roma             | 2   | 10         |                                            |
| 13  | 85         | Tronchetto A              | 1   | 3          |                                            |
| 14  | 88         | Tronchetto B              | 0   | 0          |                                            |